# Савельев, Виктор Сергеевич
Ви́ктор Серге́евич Саве́льев (24 февраля 1928, село Пахотный Угол Тамбовской губернии (ныне Тамбовской области) — 25 декабря 2013, Москва) — советский и российский хирург. Академик Российской академии наук (с 29 мая 1997 года) и Российской академии медицинских наук, член Президиума РАМН, заведующий кафедрой факультетской хирургии Российского государственного медицинского университета, доктор медицинских наук, профессор. Герой Социалистического Труда (1988). Лауреат Государственной премии СССР (1975) и Государственной премии Российской Федерации (1993). Кавалер двух Орденов ленина (1978, 1988)  

## Биография
В 1951 году окончил 2-й Московский государственный медицинский институт по специальности «хирургия». Работал в качестве ординатора, а затем ассистента и педагога на кафедре факультетской хирургии под руководством академика А. Н. Бакулева.
В 1954 году защитил кандидатскую диссертацию «Внешнее дыхание и сердечная деятельность после пневмонэктомии», в 1959 году — докторскую диссертацию «Гемодинамика при врожденных пороках сердца».
4 февраля 1967 года избран членом-корреспондентом АМН СССР, с того же года заведовал кафедрой факультетской хирургии Первой Градской больницы. 28 февраля 1974 года избран действительным членом АМН СССР, 29 мая 1997 года — академиком РАН по Отделению физиологии.

«Он великолепно оперировал — на первый взгляд, вроде, не суетясь, но всегда быстрее других. Медленно, спокойно…
Пусть даже какую-то операцию он 50 раз делал, 100 раз. То есть знание топографической анатомии безупречное, в любой области — а сегодня он оперировал желудок, завтра толстую кишку, послезавтра сердце. Но у него атлас всегда был на столе, и он ещё раз посмотрит. Второе, конечно, — быстрое и точное решение тактических вопросов во время операции: что конкретно этому больному поможет. Не так: давай-ка вот это сделаем! а ну-ка вот это попробуем! — такого у него не было. Он заранее всё это обсудит, план операции, со своими помощниками. И шёл на операцию, уже ясно понимая, что он этому больному будет делать конкретно, в зависимости от его сопутствующих заболеваний».— Профессор В. В. Плечев.
Автор более 500 научных работ, в том числе 19 монографий. Создал научную школу, подготовив более 70 докторов и 180 кандидатов наук. Длительное время возглавлял Всероссийское научное медицинское общество хирургов и Ассоциацию флебологов России.
Похоронен в Москве на Троекуровском кладбище (уч. 2а).

## Научная деятельность
В 1957 г. одним из первых в стране он произвел закрытую комиссуротомию при аортальном стенозе, разработал метод экстракорпорального кровообращения без заполнения аппарата донорской кровью.
На рубеже 1950—1960-х гг. впервые в отечественной медицинской науке опубликованы его работы, посвященные атеросклеротическим окклюзиям аорты и её ветвей, показаниям к реконструктивным и пластическим вмешательствам, технике их выполнения. Хирург Савельев впервые в стране произвел операции протезирования бифуркации аорты и безымянных артерий.
Впервые в Советском Союзе начал всесторонне изучать проблемы флебологии. Ученым была создана теория тромбообразования в венах с учетом изменений коагулолитической системы крови и локальных гемодинамических факторов, определено понятие эмболоопасного венозного тромбоза, разработаны надежные хирургические методы предотвращения легочной эмболии. Научно обосновал и внедрил в клиническую практику терапевтические и оперативные способы лечения этой патологии. Также внедрил в клиническую практику новые диагностические и лечебные технологии успешного лечения венозных трофических язв. На основе углубленных исследований проблем хронической венозной недостаточности В. С. Савельев и его ученики сумели научно обосновать и внедрить в клиническую практику терапевтические и оперативные способы лечения этой распространенной патологии.
В абдоминальной хирургии добился заметного прогресса в ваготомии и органосохраняющим операциям при язвенной болезни, хирургии гнойного перитонита, лечению хирургического сепсиса, инфаркта кишечника, желчно-каменной болезни и панкреонекроза, диагностической и лечебной эндоскопии. Впервые выполнил реконструктивные операции при синдроме верхней полой вены, тромбэктомию при болезни Педжета-Шреттера, оперативные вмешательства по поводу острых тромбозов в системе нижней полой вены.
Ученый разработал концепцию тромбообразования в магистральных венах, изучил особенности гемодинамики и гемостаза при этих состояниях, разработал рентгенологическую и радионуклидную диагностику острых венозных тромбозов и на этой основе предложил принципы консервативного и оперативного лечения больных с острым тромбозом магистральных вен.

## Семья
Супруга — Савельева Галина Михайловна (1928—2022), академик РАМН и РАН, Герой Труда РФ (2018), лауреат Государственной премии СССР и премии Правительства РФ. Сын — Савельев Сергей Викторович. Внуки: Савельев Игорь Сергеевич (1979 г. рожд.), Савельев Виктор Сергеевич (1987 г. рожд.).

## Награды, премии, почётные звания
- Орден Трудового Красного Знамени (1973)
- Государственная премия СССР (1975)
- Орден Ленина (1978)
- Герой Социалистического Труда (Указ Президиума Верховного Совета СССР от 23 февраля 1988, орден Ленина и медаль «Серп и Молот») — за большие заслуги в развитии советского здравоохранения, плодотворную научно-педагогическую деятельность и в связи с шестидесятилетием со дня рождения
- Государственная премия Российской Федерации 1992 года в области науки и техники (28 марта 1993) — за разработку и внедрение в практику новых методов профилактики и лечения тромбоэмболии легочной артерии[5]
- Орден «За заслуги перед Отечеством» IV степени (16 августа 1996) — за заслуги перед государством и многолетний добросовестный труд[6]
- Демидовская премия (2002)
- Премия имени А. Н. Бакулева (2002) — «за выдающийся личный вклад в развитие сердечно-сосудистой хирургии и новых научных направлений»
- Почётная грамота Правительства Российской Федерации (22 февраля 2003) — за большой личный вклад в развитие отечественного здравоохранения и многолетний плодотворный труд[7]
- Орден «За заслуги перед Отечеством» III степени (27 февраля 2003) — за большой вклад в развитие медицинской науки и подготовку высококвалифицированных кадров[8]
- Орден «За заслуги перед Отечеством» II степени (19 декабря 2007) — за выдающиеся достижения в области медицинской науки и здравоохранения[9]
- Золотая медаль «Выдающемуся хирургу мира»
- Большая золотая медаль Н. И. Пирогова (РАМН) (2013)[10].